# Madona do Candelabro (Rafael)
A Madona do Candelabro é uma da Virgem Maria com o Menino Jesus do artista renascentista italiano Rafael, datada de cerca de 1513-1514 e está na coleção do Museu de Arte Walters em Baltimore.